# Louis Versyp
Louis Versyp, né le 5 décembre 1908 à Bruges et mort le 27 juin 1988, était un footballeur et entraîneur belge.

## Carrière
Louis Versyp arrive au FC Bruges comme joueur en 1926. Dès son arrivée, il est cité comme international potentiel alors qu'il n'a que 17 ans. Versyp était un ailier moderne qui ne se contentait pas d'offrir des buts mais les marquait lui-même aussi. Il dispute 34 matchs internationaux (8 buts) et plus ou moins 250 matchs avec le FC Bruges (150 buts). En 1937, il met un terme à sa carrière de joueur et rejoint le staff technique du club. 
Après la Seconde Guerre mondiale, il devient entraîneur principal du club. Dès sa première saison, il remporte le titre avec le club alors en deuxième division mais l'année suivante, il ne parvient pas à se maintenir en division 1. Deux ans plus tard, il retrouve le plus haut niveau mais en 1950, la direction du club décide de ne pas prolonger son contrat. Il entraîne alors encore le Cercle Bruges KSV et le AS Ostende.